# Le Village de Voisins
Le Village de Voisins est un tableau de Camille Pissarro. Il représente une vue d'un chemin d'accès à un pavillon du village de Voisins à Louveciennes dans les Yvelines. Ce tableau fait partie d'une collection privée, mais est reproduit sur le lieu de sa création sur un parcours du Pays des Impressionnistes.

## Description
C’est une huile sur toile qui mesure 46 × 55 cm.
Le tableau a été peint à partir du chemin de la Machine, une silhouette de femme s'avance vers le peintre depuis le petit pont. Une maison à la couleur orangée, peinte de façon naïve, attire l'attention par contraste sur un fond de ciel bleu.
Une vue proche fut peinte sous la neige l'année suivante par Alfred Sisley, Neige à Louveciennes  (1873), démontrant la connivence des deux peintres qui habitaient à Louveciennes en 1872.

## Provenance
- Jules Feder[3]
- Paul Durand-Ruel
- Collection privée

## Reproduction sur un parcours du Pays des Impressionnistes
Une reproduction du tableau grandeur réelle est exposée depuis les années 1990 à l’endroit de sa création, le long d'un parcours du Pays des Impressionnistes. En 130 ans, le paysage n'a pas changé. On retrouve la rampe, les bornes et, élargie depuis, la maison rouge, que Guy de Maupassant aurait habité. La rampe correspond à un pont surplombant les canalisations souterraines conduisant l'eau de la Seine de la machine de Marly à l'aqueduc de Louveciennes.
À proximité, à gauche du chemin se trouve une reproduction de la toile de Sisley, Le Chemin de la Machine, Louveciennes.

## Vues du site

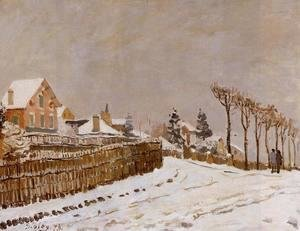
Neige à Louveciennes par Alfred Sisley, D. 104
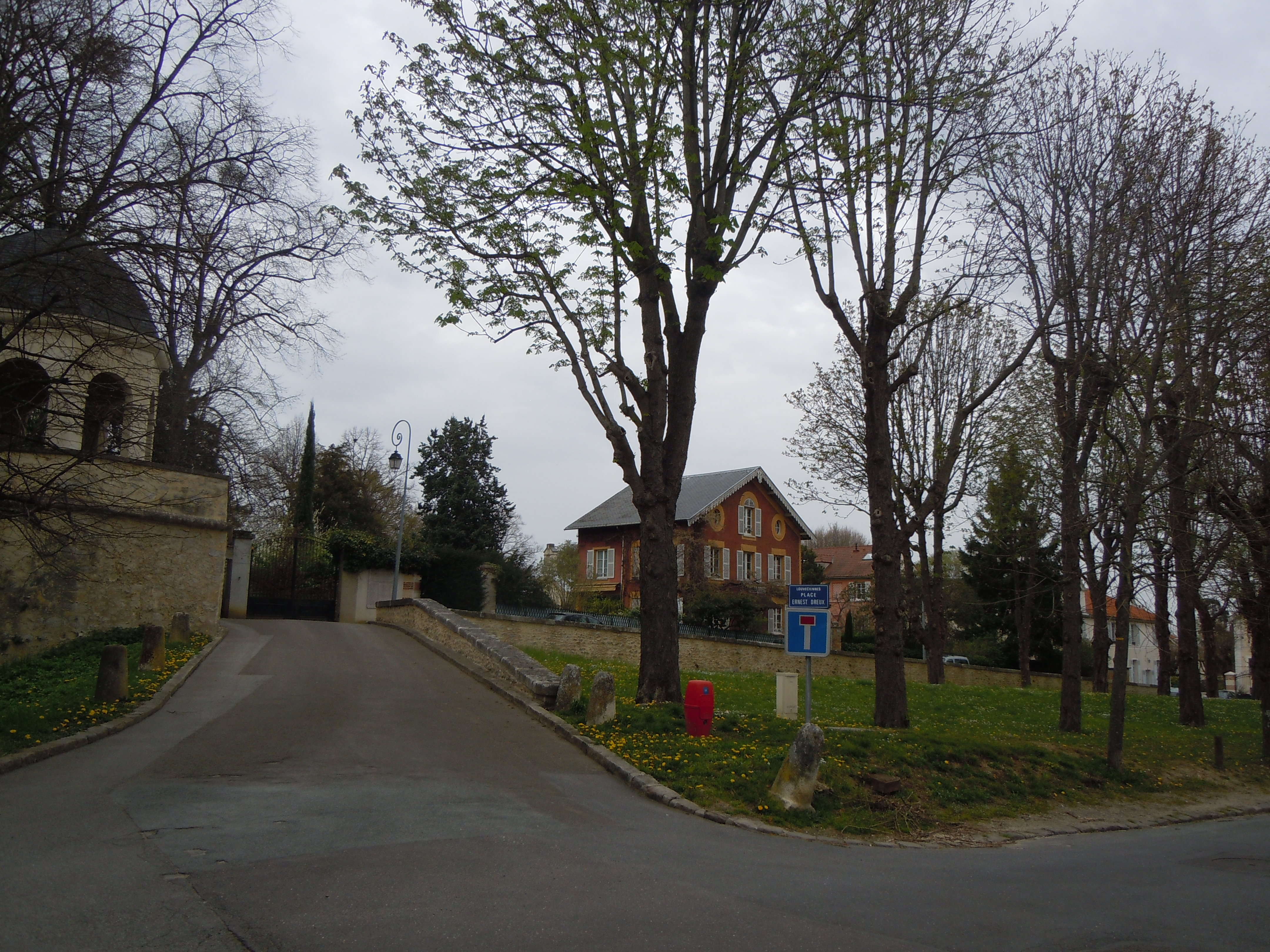
Vue actuelle (2014) du site.
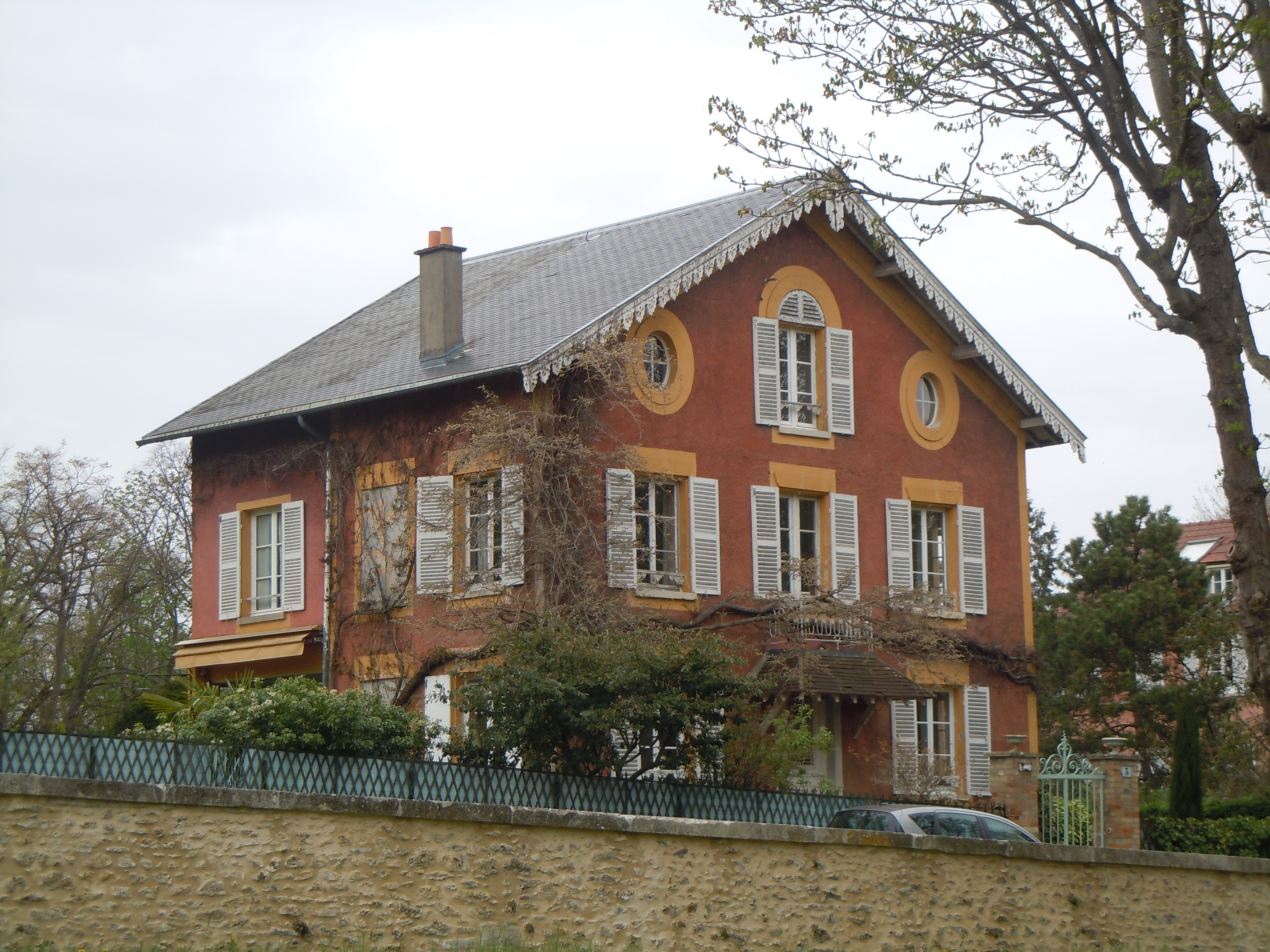
Détail de la maison